# Поджио, Иосиф Викторович
Ио́сиф Ви́кторович По́джио (30 августа или 22 ноября 1792, Николаев, — 6 января или 8 января 1848, Иркутск) — штабс-капитан русской императорской армии, декабрист. Старший брат декабриста Александра Поджио.

## Биография
Сын уроженца Пьемонта Виктора Яковлевича Поджио и Магдалины Осиповны Даде. Подобно родителям исповедовал католичество. Образование получил в петербургском иезуитском пансионе аббата Николя.
Участник Отечественной войны 1812 года и заграничных походов в чине прапорщика (24.12.1812 г.) Преображенского полка. С 01.01.1816 г. — подпоручик, с 25.03.1817 г. — поручик. Уволен по болезни в чине штабс-капитана 01.09.1818 г.
В 1824 году вступил в Южное общество. Высказывался за установление в России республиканской формы правления. Осознавая необходимость свержения монархии и отстранения от власти царской семьи, вызывался принять участие в убийстве императора Александра I. После поражения декабрьского выступления предан суду и приговорён к 12 годам каторги, по конфирмации срок сокращён до 8 лет каторги.
Должен был отправиться в Сибирь, но наказание отбывал в Шлиссельбургской крепости. Дело в том, что его тесть, генерал Бороздин, опасаясь, что жена Поджио последует за ним в Сибирь, особо просил о том императора. Переписку с родными Поджио разрешили с 21 января 1829 года (без указания местопребывания).
С 1834 года находился на поселении в Восточной Сибири — 11.08.1834 г. доставлен в Иркутск, с 5.09.1834 г. находился в селе Усть-Куда Иркутского округа, 13.01.1841 г. разрешено выехать на Туркинские минеральные воды. Умер 6 (или 8) января 1848 года в Иркутске в доме Волконских, похоронен на Иерусалимском кладбище.

## Семья
Первая жена (с 9 ноября 1814 года) — Елизавета Матвеевна Челищева (ум. в 1820), дочь действительного статского советника. Венчание было в Санкт-Петербурге в Морском Богоявленском соборе, поручителем по жениху был барон Г. В. Розен, по невесте её мать — Гертруда Челищева. В браке родились сын Александр (1820—1885) и три дочери — Софья (14.10.1815), Наталья, Мария.
Вторая жена (с января 1825 года) — Мария Андреевна Бороздина (ум. в 1849), дочь генерал-лейтенанта А. М. Бороздина, племянница знаменитого Н. Н. Раевского, который крестил в апреле 1826 года их первенца Льва. После отбытия мужа в Сибирь Мария Поджио развелась с ним и летом 1834 года вышла замуж за князя А. И. Гагарина.

## Память
- Могила Поджио — памятник истории федерального значения[4].
- Улица Декабристов в г. Николаеве (где находился дом семьи) названа в честь братьев Поджио, а также воспитанника николаевского штурманского училища поэта Николая Алексеевича Чижова.
- В честь братьев Поджио названа одна из улиц Одессы.